# Rathaus (Widdern)

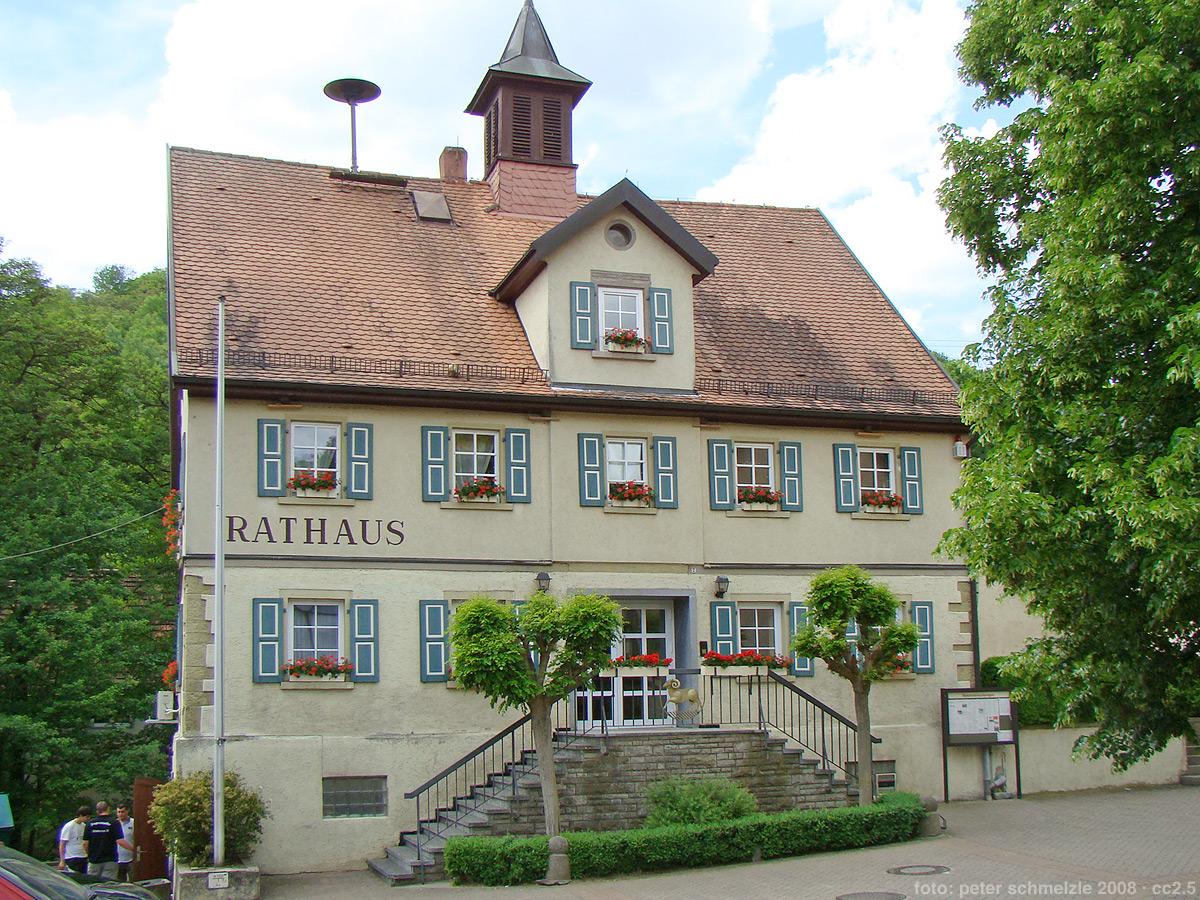
Rathaus in Widdern

Das alte Rathaus in Widdern im Landkreis Heilbronn geht auf ein früheres Schloss der Herren von Zyllnhardt zurück. Das Schloss wurde im frühen 18. Jahrhundert erbaut, aber wohl nur zeitweilig von Angehörigen der 1828 im Mannesstamm ausgestorbenen Familie von Zyllnhardt bewohnt. Ursprünglich ein würzburgisches, später ein badisches Lehen, kam das Schloss 1846 durch Gebietstausch an Württemberg und danach in Privatbesitz. Von dem im 19. Jahrhundert teilweise abgerissenen Schloss blieb der Keller erhalten. Das heutige Gebäude wurde um 1870 auf den Fundamenten des Schlosses als Gaststätte errichtet und 1880 von der Stadt erworben, die es bis 2015 als Rathaus nutzte. Seit 2019 dient es als Haus der Vereine.
Das Gebäude ist ein geschütztes Kulturdenkmal gemäß § 2 und § 28 des Denkmalschutzgesetzes Baden-Württemberg.

## Geschichte

### Zyllnhardtsches Schloss
Die Herren von Zyllnhardt hatten beginnend mit Hans von Zyllnhardt, der von Bischof Rudolf von Würzburg mit einem Viertel des Ortes belehnt wurde und ein weiteres Sechzehntel als Allodialbesitz besaß, ab 1483 Ganerbenbesitz in Widdern. Ob die Zyllnhardt bereits im 15. Jahrhundert schon einen Herrensitz am Ort hatten, ist unbekannt, aber unwahrscheinlich.
Der Schlossbau an der Stelle des heutigen Rathauses wurde im frühen 18. Jahrhundert an der Stelle von drei alten Hofstätten errichtet. Der Bau ist in den abfallenden Uferhang der Kessach hineingebaut, so dass für die Gewölbekeller nur wenig Aushub zu leisten war und man ebenerdige Zugänge zu den Kellern vom Kessachufer aus schaffen konnte. Die großen Keller waren insbesondere zur Aufnahme des Weinzehnten nötig. Über die Gestalt des Schlossbaus gibt es keine gesicherten Unterlagen. Eine überlieferte Planskizze zeigt einen fünfachsigen zweigeschossigen Barockbau mit zwei Mansardgeschossen sowie einen etwas entfernt vom Schloss stehenden zugehörigen Pavillonbau, der entweder für repräsentative Anlässe oder als Getreidespeicher diente. Man weiß nicht, ob der Entwurf tatsächlich auch so gebaut wurde. Aus alten Überlieferungen ist jedenfalls ein herrschaftlicher Barockbau mit Wandmalereien im Innern bezeugt, vor dem eng an das Ufer der Kessach errichteten Schloss erstreckte sich ein großer Hof.
Als möglicher Bauherr und erster Schlossherr gilt Friedrich Dietrich von Zyllnhardt (1654–1713), der als Ritterrat und Schatzmeister des Ritterkantons Odenwald vermögend genug für einen repräsentativen Neubau war, 1713 in Widdern starb und in der Kirche bestattet wurde. Das Schloss bewohnte seine Witwe Sophia bis zu ihrem Tod 1739 weiter. Ob das Schloss anschließend jemals noch länger von Angehörigen der Zyllnhardt bewohnt wurde, ist ungewiss. Vielleicht diente es als Wohnung eines Zyllnhardtschen Amtmanns, vielleicht stand es aber auch längere Zeit leer. Die Familie erlosch im Mannesstamm mit Karl von Zyllnhardt (1779–1828), der in Mauer lebte und nur wenig Bezug zu Widdern hatte. Nach seinem Tod zog der badische Großherzog Ludwig das Zyllnhardtsche Lehen in Widdern ein und vergab es an Baron Wilhelm Ludwig von Berstett, der im Wesentlichen in Mannheim und Karlsruhe lebte und sich auch nicht um den Widderner Besitz kümmerte. Nach seinem Tod 1837 fiel das Lehen an Baden zurück. Mit einem Staatsvertrag von 1846 kam das Zyllnhardt’sche Lehen durch Gebietstausch an Württemberg. Aus württembergischen Besitz wurde das Schlossanwesen dann an Privatleute verkauft.

### Verfall und Teilabriss
Das Anwesen kam in den Besitz des Wirts Diefenbach, der darin die Gastwirtschaft Zum Schloss einrichtete. Vermutlich hat er das Anwesen bereits marode übernommen und konnte bald nicht mehr die nötigen Instandsetzungen finanzieren, da das Anwesen bereits in den 1860er Jahren an den Bauern Moll aus Möckmühl kam, der die Obergeschosse des Hauptbaus abbrach und brauchbare Teile als Baumaterial verkaufte. Die Ruine diente danach als Scheune, die Keller und der benachbarte Pavillonbau blieben intakt.

### Wiederaufbau um 1870
Um 1870 übernahm der Wirt und Metzger Christian Bauer das Anwesen. Er errichtete auf den alten Fundamenten das Gebäude in seiner heutigen Form, mit zwei Stockwerken und zweigeschossigem Dachstuhl mit Zwerchhaus. Bauer hat das Gebäude wieder zur Nutzung als Gasthof herrichten lassen. Das genaue Baujahr ist unbekannt, aufgrund von Übereinstimmungen mit der 1873 erbauten ehemaligen Schreinerei Burckhardt an der Ecke zur Burggasse nimmt man ein annähernd gleiches Baujahr an. Lange blieb die neue Schloss-Gastwirtschaft nicht bestehen, da 1880 der Rat der Stadt Widdern den Erwerb des Gebäudes beschloss. Die Stadt ließ das Gebäude darauf 1881/82 durch den Neckarsulmer Amtsbaumeister Lell zum Rathaus umbauen und das bisherige Rathaus als Schulgebäude herrichten.
Der Pavillonbau beim Schloss wurde zunächst als Rathausscheuer genutzt und erhielt 1883 ein neues Dach. Um 1888 wurde das Obergeschoss des Pavillons zur städtischen Arztwohnung mit Praxis ausgebaut. Nach 1911 bewohnten verschiedene städtische Bedienstete die Schlosswohnung, von 1930 bis 1934 der damalige Bürgermeister Wilhelm Gayer.